# Lustro wody

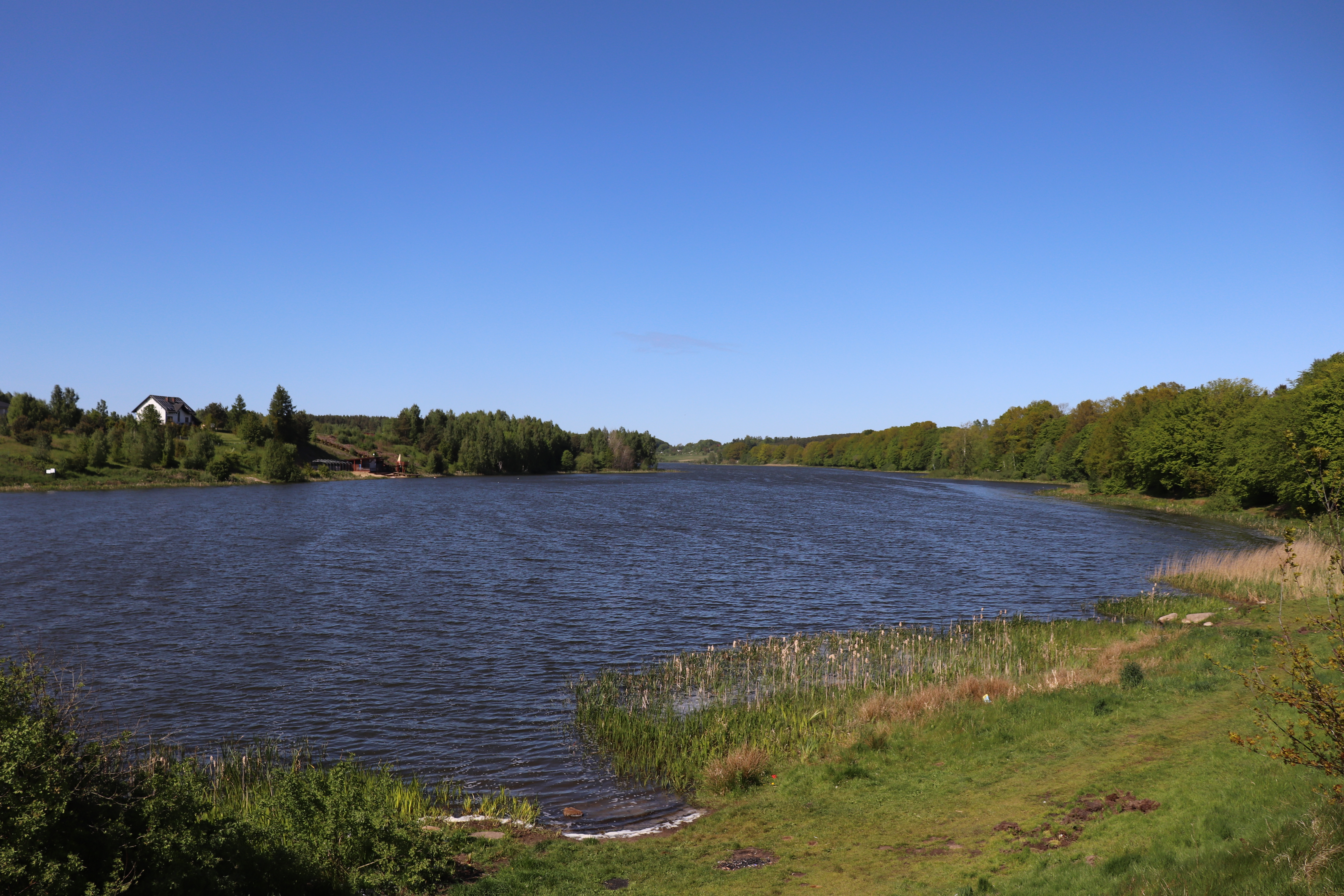
Lustro wody

Lustro wody – obszar zbiornika wodnego otwartego, na którym występuje napięcie powierzchniowe wody. Na powierzchni lustra wody wysokość ciśnienia wody jest równa ciśnieniu atmosferycznemu (gdzie ciśnienie manometryczne = 0), a pod powierzchnią lustra wody ciśnienie zwiększa się w kierunku dna zbiornika.
Głębokość zbiornika wody – wysokość pomiędzy powierzchnią lustra wody, a powierzchnią dna niecki basenowej – nie ma znaczenia dla obliczeń procesów ewaporacji (procesu parowania). Do pomiaru głębokości służą przyrządy zwane sondami. Dokładność odczytu zależy od skali pomiarowej zastosowanej w sondzie. Głębokość niecki jest większa od zera (głębokość > 0 [m]).
Pojęcie powierzchni lustra wody jest wykorzystywane przy sporządzaniu projektów branży sanitarnej do obliczania ubytków wody wynikających z ewaporacji. Stosuje się je do obliczania wydajności systemów uzdatniania wody oraz wielkości zbiorników wyrównawczych, w których zachodzi proces parowania.
Powierzchnię lustra wody oblicza się na podstawie powierzchni lub obrysu zbiornika wyrównawczego, rzutu niecki basenowej, rzutu niecki fontanny, powierzchni wodnych placów zabaw, wanien hamownych, powierzchni zwilżanych oraz brodzików, itp. Powierzchnia lustra wody równa jest powierzchni zbiornika otwartego.